# Roza Dereje Bekele
Roza Dereje Bekele (Etiòpia, 9 de maig de 1997) és una atleta internacional de llarga distància etíop especialitzada en mitja marató i en marató.
En desembre de 2019 va guanyar la Marató de València fent millor marca personal amb un temps de 2:18.31 i realitzant la cursa més ràpida de l'estat i la quarta més ràpida del món en 2019, a més va batre el rècord femení de la prova en possessió des de 2019 de la seua compatriota Ashete Dido.
Té com a marca personal en mitja marató 1:06:01 aconseguida a la Mitja Marató de Barcelona el febrer de 2019.